# هود راش (فلم)
هود راش (بالإنجليزية: Hoodrush)، هُو فيلم موسيقي وفيلم إثارة نيجيري صدر سنة 2012 وأخرجه ديميجي أجيبولا. الفيلم من بطولة كُل من أوه. سي. أوكيجي وبيمبو أكينتولا وGabriel Afolayan.

## وصلات خارجية
- مقالات تستعمل روابط فنية بلا صلة مع ويكي بيانات